# Ortografia limbii spaniole
Ortografia limbii spaniole utilizează o variantă modificată a alfabetului latin, care consistă de 30 de litere: A, B, C, Ch, D, E, F, G, H, I, J, K, L, Ll, M, N, Ñ, O, P, Q, R, S, T, U, V, W, X, Y și Z. Digrafele ch și ll au valori fonetice specifice și în cursul secolelor XIX și XX se ordonară separat de c și l până în 1994 când această practică a fost abandonată cu scopul de a uniformiza sistemul cu celelalte limbi. Vocale (a, e, i, o și u) pot și să aibă accentul ascuțit (bară scurtă aproape verticală) pentru a indica silaba accentuată. De asemenea, diereză (două puncte) deasupra literei u poate să arate pronunție neregulară a acestui caracter în câteva poziții.

## Alfabet
Tabelul de mai jos prezintă literele alfabetului spaniol împreună cu denumirile lor.
| A a   | a /a/                                                                  | J j   | jota /ˈxota/                       | R r | erre, ere /ˈere/                                                                     |
| B b   | be /be/ be alta /be ˈalta/ be grande /be ˈgrande/ be larga /be ˈlarga/ | K k   | ka /ka/                            | S s | ese /ˈese/                                                                           |
| C c   | ce /θe/                                                                | L l   | ele /ˈele/                         | T t | te /te/                                                                              |
| Ch ch | che /tʃe/                                                              | Ll ll | doble ele/ˈdoble ˈele/ elle /ˈeʎe/ | U u | u /u/                                                                                |
| D d   | de /de/                                                                | M m   | eme /ˈeme/                         | U u | u /u/                                                                                |
| E e   | e /e/                                                                  | N n   | ene /ene/                          | V v | uve /ˈube/ ve /be/ ve baja /be ˈbaxa/ ve chica /be ˈtʃika/ ve corta /be ˈkoɾta       |
| F f   | efe /ˈefe/                                                             | Ñ ñ   | eñe /ˈeɲe/                         | W w | uve doble /ˈube ˈdoble/ doble ve /ˈdoble be/ doble u /ˈdoble u/ ve doble /be ˈdoble/ |
| G g   | ge /xe/                                                                | O o   | o /o/                              | X x | equis /ˈekis/                                                                        |
| H h   | hache /ˈatʃe/                                                          | P p   | pe /pe/                            | Y y | ye /ɟʝe/ i griega /i ˈgrjega/                                                        |
| I i   | i /i/ i latina /i laˈtina/                                             | Q q   | cu /ku/                            | Z z | zeta /ˈθeta/ zeda /ˈθeda/                                                            |

Aparte de ñ, toate litere formate cu diacritice nu fac parte din ordinea alfabetică. Astfel, cuvântul más (dar) precedă materno (matern) în dicționare, dar piñata (un obicei de Crăciun din America Latină) apare după pinza (pensetă).
Digrafele ch și ll și au fost tradițional considerate ca litere separate ale alfabetului din 1803 până la sfârșitul anului 2010.